# Blokhavn
Blokhavn er en dansk animationsfilm fra 2020, der er instrueret af Troels Unneland, Sorena Sanjari, Malthe Emil Kibsgaard, Daniel Sanjari og Adrian Hosseinpour.

## Handling
Ali og hans fem bedste venner bor i ghettoområdet Blokhavn og går i 8. klasse på den lokale skole, der er udråbt til den værste skole i Danmark. Ali hader alt ved skolen på nær tre ting: sine venner, Yasmina fra parallelklassen og lærerinden Gertrud. Da det en dag bliver gjort officielt at skolen skal lukke, går det op for Ali, at han som følge af lukningen vil blive adskilt fra sine venner og Yasmina. Ali bestemmer sig derfor for at prøve at redde skolen og får overtalt sine venner til at hjælpe ham: De begiver sig ud på en umulig redningsaktion, der kun kan give drengene endnu større problemer.
'Blokhavn' er lavet af kunstnerkollektivet/satiregruppen Gigis, som siden 2016 er blevet populære på deres humoristiske Youtube-videoer, sange og et radioprogram på P3.
De fem medlemmer i Gigis står selv for at animere, skrive og instruere filmen, ligesom de også leverer de fleste af stemmerne og meget af musikken.
Animationsfilmen skildrer en anden side af ghettoen og leger med grænseoverskridende humor, som vi i dansk animationsregi kender fra Terkel i knibe og Ternet Ninja. 'Blokhavn' går således i Anders Matthesen fodspor, uden dog at være direkte inspireret af komikerens tidligere kreationer.

## Antal solgte billetter
Blokhavn solgte lidt over 97.000 billetter.[kilde mangler]